# 鲁特斯多夫-洛辰
鲁特斯多夫-洛辰（德語：Ruttersdorf-Lotschen）是德国图林根州的一个市镇。总面积8.50平方公里，总人口330人，其中男性159人，女性171人（2011年12月31日），人口密度39人/平方公里。